# ایمی گارسیا
اِیمی گارسیا (انگلیسی: Aimee Garcia؛ زادهٔ ۲۸ نوامبر ۱۹۷۸) یک هنرپیشه اهل ایالات متحده آمریکا است. وی از سال ۱۹۹۶ میلادی تاکنون مشغول فعالیت بوده‌است.
از فیلم‌ها یا برنامه‌های تلویزیونی که وی در آن نقش داشته است می‌توان به دکستر، ال چیکانو و پلیس آهنی و سوپر نچرال لوسیفر (مجموعه تلویزیونی) اشاره کرد.